# ヴァルアサエリ愛
ヴァル アサエリ愛（ヴァル アサエリあい、VALU Asaeli Ai、1989年〈平成元年〉5月7日 - ）は、ジャパンラグビーリーグワンの埼玉パナソニックワイルドナイツに所属するラグビーユニオン選手。　

## プロフィール
- トンガ出身[1]。
- ポジションはプロップ(PR)。
- 身長 187 cm、体重 118 kg
- ニックネームはアサ。
- 日本代表キャップは30。（2023年10月8日現在）
- 旧名アサエリ・ヴァル[2]。
- 父はファカハウ・ヴァル、元トンガ代表フランカーの名選手。強烈なタックルを武器に87年のW杯第1回大会に主将として出場し、95年の第3回大会では監督としてチームをW杯初勝利に導いた[3]。

## 略歴
埼玉県の正智深谷高校、埼玉工業大学を経て、2013年、パナソニック ワイルドナイツに加入。同年10月5日に行われたジャパンラグビートップリーグ1stステージ第5節のコカ・コーラウエストレッドスパークス戦にて途中出場で公式戦初出場を果たす。
2014年、日本国籍を取得した。
2017年11月4日に行われたリポビタンDチャレンジカップ2017オーストラリア代表戦にて途中出場で日本代表初キャップを獲得した。また同年12月にはサンウルブズの2018年スコッドに選ばれた。
2019年8月、ワールドカップ2019の日本代表に選出された。

## エピソード
大学時代、ラグビーオフシーズンの時は農家でバイトをしていてザ!鉄腕!DASH!!に出演したことがある。
日本国籍を取得した際、日本名に夫人の名前の一字を入れた。その夫人の大叔父はコメディアンの萩本欽一であり、アサエリ自身はまだ萩本欽一とは対面したことはないものの、電話で激励を受けたことがある。

## 受賞歴
- 2017-18 ベストフィフティーン